# Hyacinthe-Gabrielle Roland
Pour les articles homonymes, voir Roland (homonymie).
Hyacinthe-Gabrielle Roland, comtesse de Mornington (1766-1816) est une actrice française. Elle est l'arrière-arrière-arrière-grand-mère de la reine Élisabeth II du Royaume-Uni.

## Biographie
Née à Paris en 1766, Hyacinthe-Gabrielle est la fille unique de Pierre Roland et de Hyacinthe-Gabrielle Daris,.
En 1786, elle rencontre au Palais-Royal l'aristocrate britannique Richard Wellesley, futur gouverneur général des Indes, et devient sa maîtresse ; Richard Wellesley l'emmène à Londres et l'épouse à St George's Hanover Square le 29 novembre 1794.
Le couple a cinq enfants, tous nés avant leur mariage :
- Richard (1787–1831), qui deviendra membre du Parlement du Royaume-Uni ;
- Anne (1788–1875), aristocrate britannique, arrière-arrière-grand-mère de la reine Élisabeth II ;
- Hyacinthe Mary (1789–1849) ;
- Gerald (1792–1833) ;
- Henry (1794–1866).

Hyacinthe-Gabrielle Roland, qui fut dit-on peu heureuse, pour n'avoir jamais appris l'anglais et s'être vue méprisée par la haute société anglaise, meurt le 7 novembre 1816 à Teddesley Hall, un manoir situé près de Penkridge, dans le Staffordshire.